# Macratria davidsonae
Macratria davidsonae là một loài bọ cánh cứng trong họ Anthicidae. Loài này được Armstrong miêu tả khoa học năm 1948.